# Fermín Jáudenes
Fermín Jáudenes y Álvarez (7 de julio de 1836 - 11 de febrero de 1915) fue un militar español, brevemente gobernador general de la Capitanía General de Filipinas del 24 de julio al 13 de agosto de 1898, durante la guerra hispano-estadounidense y la segunda fase de la Revolución filipina.
Durante su mandato, los españoles entregaron la capital de las Filipinas, Manila, al ejército de los Estados Unidos tras la batalla de Manila, poniendo fin a más de 330 años de dominio colonial español sobre el archipiélago.
Jáudenes estaba en Manila cuando las Cortes Generales, se enteraron del intento del gobernador general Basilio Augustín de negociar la rendición del ejército ante los filipinos bajo el mando de Emilio Aguinaldo, lo que provocó la destitución de Augustín el 24 de julio de 1898 y el nombramiento de Jáudenes.